# Liste der Bodendenkmale in der Samtgemeinde Isenbüttel
In der Liste der Bodendenkmale in der Samtgemeinde Isenbüttel sind alle Bodendenkmale der niedersächsischen Samtgemeinde Isenbüttel aufgelistet. Die Quelle ist der Denkmalatlas Niedersachsen. 
Der Stand der Liste ist der 22. November 2024.

Samtgemeinde Isenbüttel im Landkreis Gifhorn

In den Spalten finden sich folgende Informationen des Bodendenkmales:
Lagegeographische Koordinaten
BezeichnungBezeichnung lt. Denkmalatlas
BeschreibungBeschreibung lt. Denkmalatlas
IDObjekt-ID
BildBild, ggf. zusätzlich mit Link zu weiteren Fotos im Medienarchiv Wikimedia Commons.

## Calberlah
| Lage                         | Bezeichnung              | Beschreibung | ID       | Bild |
| ---------------------------- | ------------------------ | --- | -------- | ---- |
| 52° 25′ 24″ N, 10° 36′ 51″ O | Calberlah 16, Steinkreuz | Grob gefertigtes, stark angewittertes Steinkreuz aus Kalkstein. Schaft keilförmig, Arme verdickt und Malteserform zeigend. H. 1,05 m; Br. 0,65 m; T. 0,30 m. Laut mündlicher Überlieferung soll es ein Sühnekreuz eines v. Campe sein.                                                                                  | 28943412 | BW   |
| 52° 25′ 25″ N, 10° 36′ 51″ O | Calberlah 17, Steinkreuz | Steinkreuz aus Kalkstein. H. 0,88 m; Br. 0,63 m; T. 0,22 m. Das Kreuz hat stark abgerundete Arme und einen nur noch in halber Höhe erhaltenen Kopf, dessen Oberseite wie auch die der Querarme napfartige Vertiefungen aufweisen. Das Steinkreuz soll nach mündlicher Überlieferung ein Sühnekreuz eines v. Campe sein. | 28943411 | BW   |

## Ribbesbüttel
| Lage                         | Bezeichnung           | Beschreibung | ID       | Bild |
| ---------------------------- | --------------------- | --- | -------- | ---- |
| 52° 25′ 52″ N, 10° 30′ 26″ O | Ribbesbüttel 11, Burg | Das schwach erhöhte Plateau hat einen eckigen Grundriss, auf dem heute ein massiver Steinbau aus dem Jahre 1906 steht. Auf der Nord-, West- und Südseite ist es von einem breiten wasserführenden Graben umgeben. Beim Bau des heutigen Hauses soll das „kernige, aus riesigen Eichenstämmen bestehende Fundament“ eines „Pfahlrostbaues“ gefunden worden sein. (Ahlers 1988). | 28956450 |      |

### Vollbüttel
| Lage                        | Bezeichnung             | Beschreibung | ID       | Bild |
| --------------------------- | ----------------------- | --- | -------- | ---- |
| 52° 24′ 49″ N, 10° 28′ 1″ O | Vollbüttel 9, Umwallung | Anlage mit annähernd quadratischem Grundriss, ca. 22 × 22 m, bestehend aus Umfassungswall mit innenliegendem Graben. Zum Graben liegt im Zentrum der Anlage eine ca. 8 × 8 m plateauartige Fläche leicht erhöht. In der Mitte der Innenfläche kopfgroßer Granitstein, Dm. ca. 0,3 m. Wallbr. ca. 4 m; H. ca. 0,5 m; Grabenbr. ca. 2 m; T. ca. 0,5 m, nicht wasserführend. | 28941842 | BW   |